# Colley Cibber

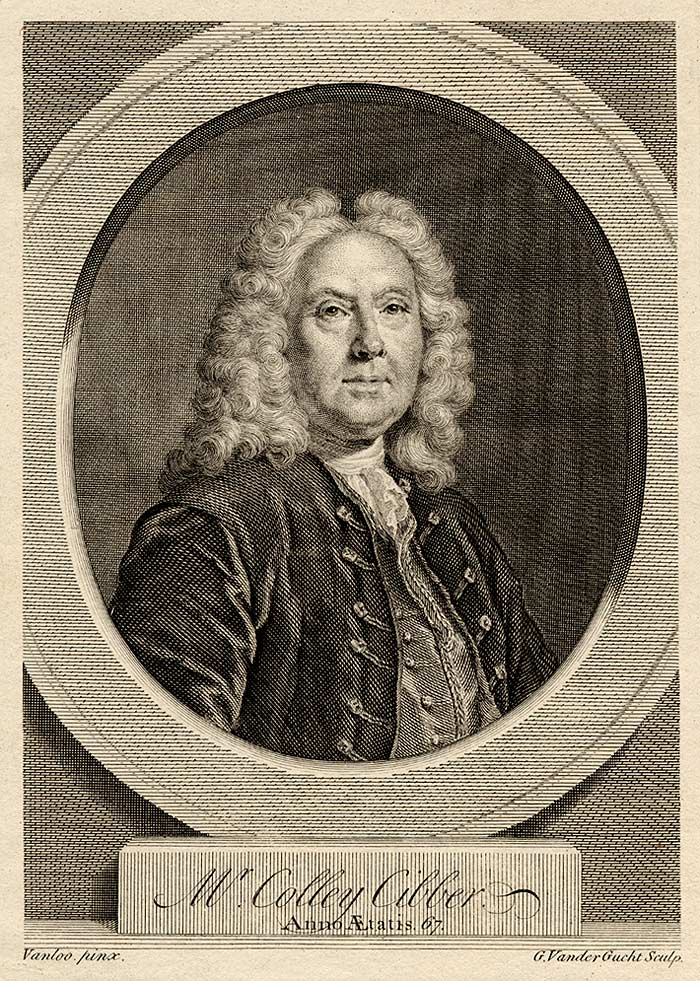
Colley Cibber.

Colley Cibber, född 6 november 1671, död 11 december 1757, var en engelsk skådespelare, teaterledare och komediförfattare. Han var far till Theophilus Cibber.
Cibber ledde 1711-33 som meddirektör Drury Lane Theatre och skrev eller bearbetade ett 30-tal komedier, bland vilka flera blev mycket populära med bland annat Anne Oldfield som komiker. Som skådespelare hade Cibber framgång med sina framställningar av modelejon för dagen. Hans lättsinniga verskonst gav honom 1730 värdigheten poeta laureatus. För sin utnämning angreps han av Alexander Pope och försvarade sig i skriften An apology for the life of mr C. C., comedian (1740). Hans skrift utgavs i nyutgåva 1889.